# Tarnabóievo
Tarnabóievo (en rus: Тарнабоево) és un poble del krai de Perm, a Rússia, que en el cens del 2010 tenia 12 habitants.